# چن شو فا
چن شو فا (انگلیسی: Chen Sho Fa؛ – ۵ سپتامبر ۲۰۱۵) بازیکن بسکتبال اهل سنگاپور بود. وی در بازی‌های المپیک تابستانی ۱۹۵۶ شرکت کرده‌است.